# Heidevolk
Heidevolk is een Nederlandstalige folk-/Vikingmetalband. Hun teksten zijn geïnspireerd door de natuur, de geschiedenis van Gelderland en Germaanse mythologische overleveringen. Al hun liederen zijn voorzien van Nederlandse teksten, met uitzondering van acht nummers: Vulgaris Magistralis, wat een cover is van Normaal en in het Achterhoeks wordt gezongen, en Vinland, Immigrant Song, In the Dutch Mountains, Rebel Yell, A Wolf in my Heart, The Alliance en Drink with the Gods, die in het Engels worden gezongen, hoewel er van zowel A Wolf in my Heart alsook Drink with the Gods ook een Nederlandstalige versie is uitgebracht.

## Geschiedenis

### 2002-2007
Heidevolk werd onder de naam Hymir opgericht in september 2002 door zes jonge mannen, allen geboeid door de natuur, Germaanse mythologie, folklore en de Gelderse geschiedenis. Ze wilden samen muziek maken die hun fascinatie voor deze onderwerpen kon verenigen. Ze kwamen op de naam Heidevolk toen zij op de Veluwe liepen. De band begon in 2003 met optredens. Met name in deze eerste 5 jaar werd de band geplaagd door bandwisselingen. De band wist in deze periode de demo Het Gelders Volkslied, het album De Strijdlust is geboren en de single Wodan Heerst in eigen beheer uit te brengen.

### 2008-2012
In 2008 brak de band Europees definitief door onder het Napalm Records-label. De band toert onder andere met Alestorm, Ensiferum, Týr en Moonsorrow diverse keren door Europa. Naar aanleiding van de tour met Týr en Alestorm verschijnt in 2009 het splitalbum Black Sails Over Europe. In 2008 wordt De Strijdlust is Geboren opnieuw uitgebracht met de drie nummers van de single Wodan Heerst als bonustracks. Kort na de release van Walhalla Wacht neemt de band afscheid van violiste Stefanie Speervrouw, die wordt opgevolgd door Irma Vedelaer. Met Irma Vedelaer neemt de band Uit Oude Grond op. In 2009 speelt de band op de eerste editie van het FortaRock Festival. Na de opnames van het conceptalbum Batavi verlaat medeoprichter Sebas Bloeddorst in 2011 de groep. Sebas wordt opgevolgd door een van de vaste invalgitaristen: Kevin Vruchtbeart. In 2012 speelt de band voor een overvolle tent op Graspop Metal Meeting 2012 te Dessel. Aan het eind van het jaar houdt de band een 10 jaar Heidevolk-jubileumclubtour langs onder meer Arnhem, Den Haag, Goes, Groningen en Eindhoven.

## Muziek
Folk- en Vikingmetal wordt gemaakt door melodische folkmuziek te combineren met twee heldere zangstemmen. Bij een aantal nummers gebruikt Heidevolk traditionele folkinstrumenten zoals de viool. Kenmerkend voor hun optredens is de decoratie van het podium met zwaarden en schilden om het Vikingelement van de band extra te benadrukken.
Heidevolk zingt over diverse thema's, waaronder koning Radboud, de natuur, en de god Wodan, al hebben de nummers vaak wel een band met Gelderland of aangrenzende streken.

## Discografie

### Demo's
- 2004 Het Gelders Volkslied (eigen beheer)

### Singles
- 2007 Wodan heerst (eigen beheer)

### Studioalbums
- 2005 De strijdlust is geboren (eigen beheer)
- 2008 Walhalla wacht (Napalm Records)
- 2008 De strijdlust is geboren (re-release inclusief de drie nummers op Wodan Heerst als bonustracks) (Napalm Records)
- 2010 Uit oude grond (Napalm Records)
- 2012 Batavi (conceptalbum) (Napalm Records)
- 2015 Velua (Napalm Records)
- 2018 Vuur van verzet (Napalm Records)
- 2023 Wederkeer (Napalm Records)[2]

### Splitalbum
- 2009 Black Sails over Europe (met Týr en Alestorm) (Napalm Records)

## Bandleden

### Huidige leden
- Rowan Roodbaert (Rowan Middelwijk) - basgitaar (2006 - heden)
- Jacco Bühnebeest (Jacco de Wijs) - zang (2015 – heden)
- Koen Vuurdichter (Koen Romeijn) - gitaar (2016 - heden)
- Mat Snaerenslijper (Mat van Baest) - gitaar (2020 - heden)
- Daniël den Dorstighe (Daniël Wansink) - zang (2021 - heden)
- Kevin Houtsplijter (Kevin van den Heiligenberg) - drums (2022 - heden)

### Voormalige leden
- Jesse Vuerbaert (Jesse Middelwijk) - zang (2002 - 2005)
- Niels Beenkerver (Niels Riethorst) - gitaar (2002 - 2005)
- Paul Braadvraat (Paul Staring) - basgitaar (2002 - 2006)
- Sebas Bloeddorst (Sebas van Eldik) - gitaar (2002 - 2011)
- Joris Boghtdrincker (Joris van Brandenburg) - zang (2002 - 2013)
- Mark Splintervuyscht (Mark Bockting) - zang (2005 - 2015)
- Reamon Bomenbreker (Reamon Bloem) - gitaar (2005 - 2015)
- Kevin Vruchtbaert (Kevin Olinga) - gitaar (2011 - 2016)
- Lars Nachtbraeker (Lars Vogel) - zang (2013 - 2020)
- Joost den Vellenknotscher (Joost Westdijk) - drums (2002 - 2022)

### Ondersteunende muzikanten
- Irma Vedelaer (Irma Vos) - viool (2008 - heden)
- Stefanie Speervrouw - viool (2007 - 2008)